# Cimbex femoratus
Cimbex femoratus es una especie de sínfito de la familia Cimbicidae.

## Variedades
- Cimbex femoratus var. griffinii Leach, 1817.
- Cimbex femoratus var. pallens Lepeletier, 1823.
- Cimbex femoratus var. silvarum Fabricius, 1793.
- Cimbex femoratus var. varians Leach, 1817.

## Descripción
Cimbex femoratus puede alcanzar una longitud de 17 a 23 milímetros (0,67 a 0,91 pulgadas). La cabeza es grande, con mandíbulas grandes y fuertes. Las alas son de color marrón ahumado con márgenes marrones. El tórax es de color negro brillante. El abdomen negro brillante muestra una banda blanquecina y una banda grande de color marrón rojizo, especialmente en los machos. Las antenas son negras en la base y amarillo-naranja en la punta. Incluso los últimos segmentos de la pierna son amarillentos. Los adultos vuelan de mayo a agosto.
Las larvas son de color verde azulado pálido, de unos 45 mm de largo y se parecen mucho a las orugas. En el dorso suelen tener una franja longitudinal oscura, estrecha y azulada. Se encuentran comúnmente entre junio y septiembre y se alimentan exclusivamente de hojas de abedul.

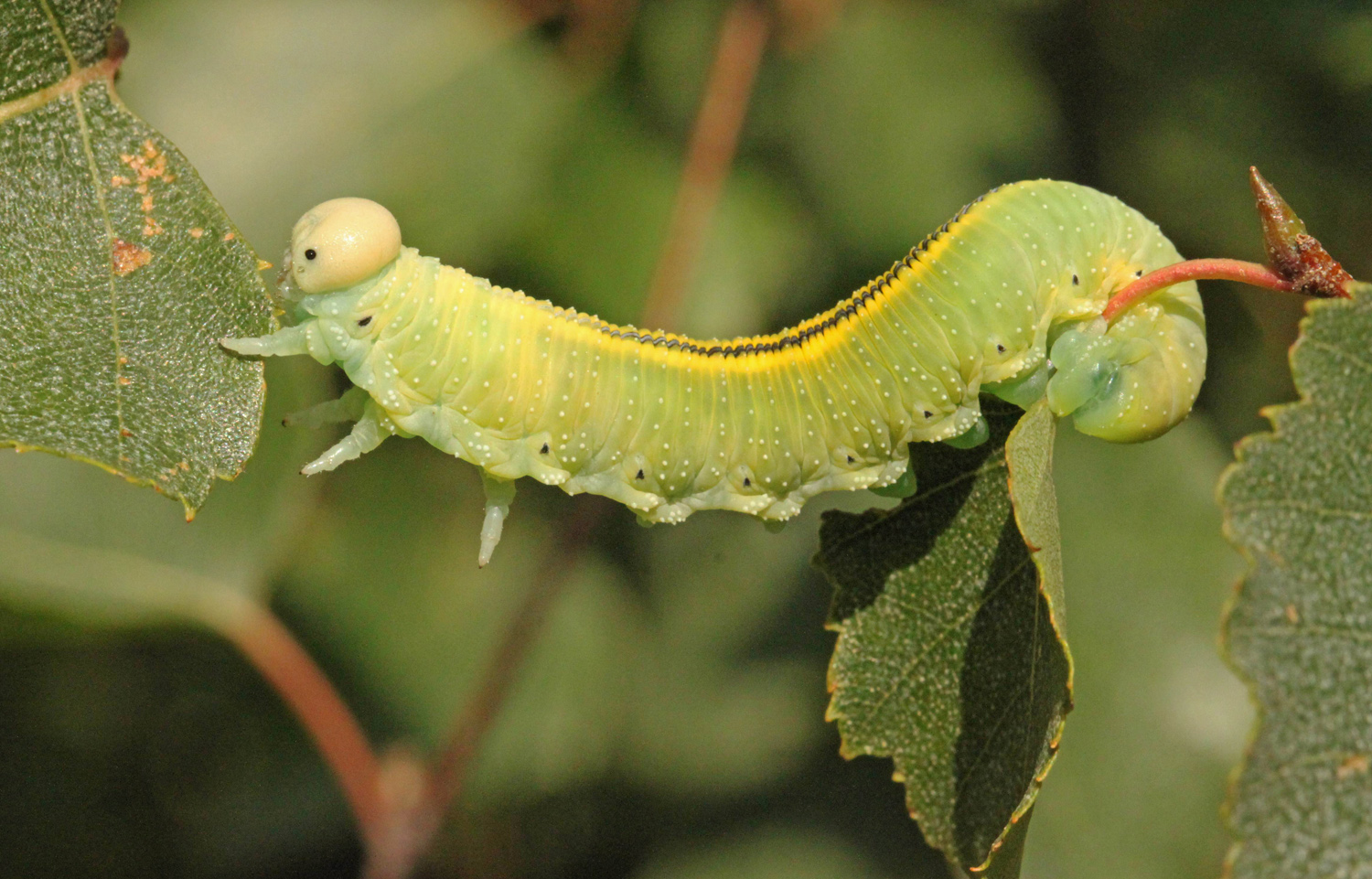
Cimbex femoratus, larva